# Palazzo Mascambruno

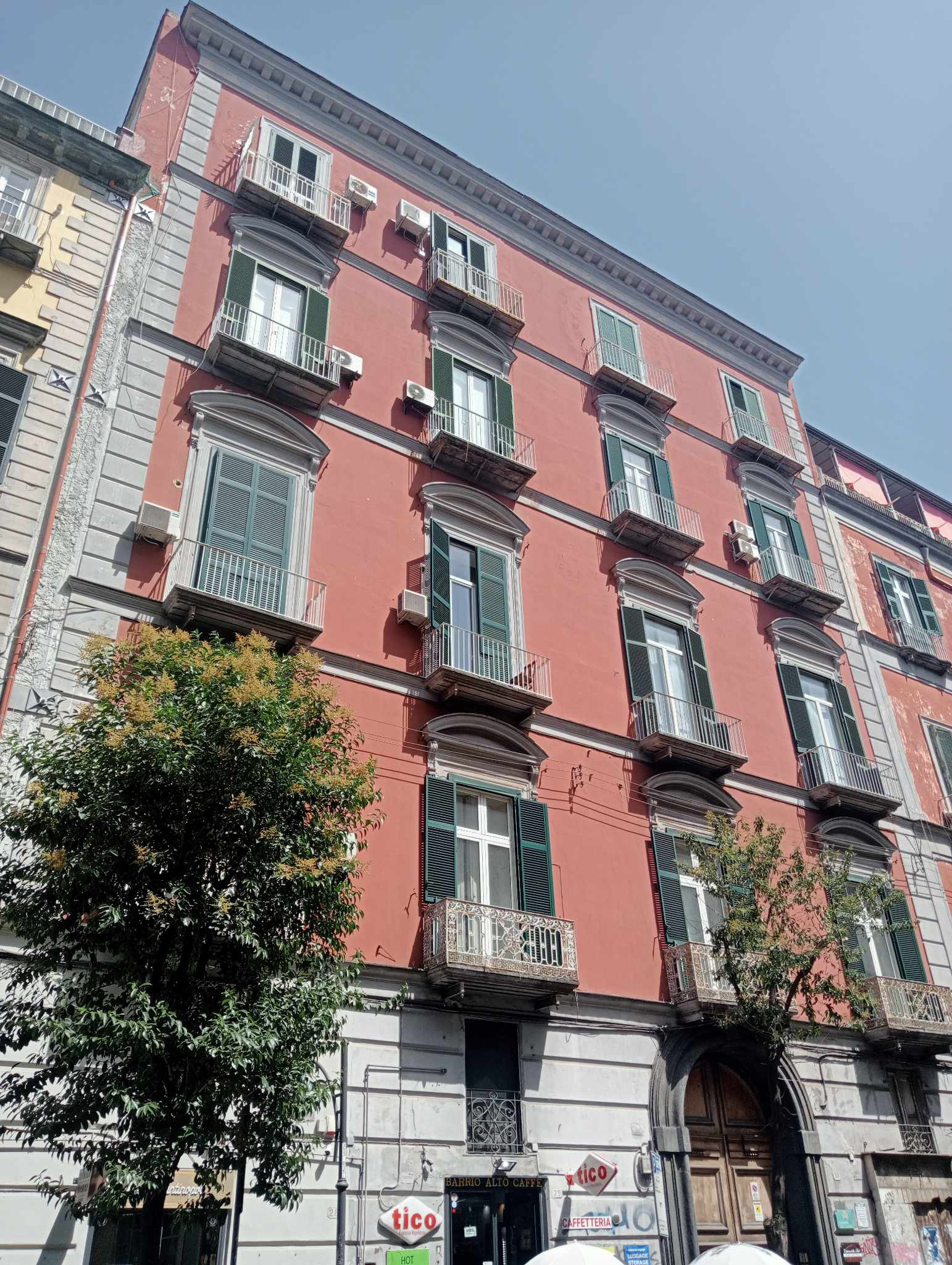
Palazzo Mascambruno in Neapel

Der Palazzo Mascambruno ist ein Palast aus dem 16. Jahrhundert im Viertel San Lorenzo in Neapel in der italienischen Region Kampanien. Er liegt in der Via Santa Maria di Costantinopoli, 30.

## Geschichte und Beschreibung
Der Palast wurde vermutlich im 16. Jahrhundert errichtet, wie der größte Teil der zivilen Gebäude, die an diese Straße angrenzen. 1756 wurde er vom toskanischen Architekten Niccolò Carletti (der auch den bekannteren Palazzo Albertini geschaffen hat) im Auftrag des Markgrafen Giuseppe Mascambruno und seiner Gattin Anna Maria Comite Capece Scondito radikal renoviert.
Der Palast zeigt sich mit einer hohen Fassade von vier Stockwerken, die mit einem Zierdachgesims gekrönt ist. Der denkmalgeschützte Sockel aus Piperno wird durch das Portal aus dem 17. Jahrhundert unterbrochen. Der kurze Durchgang führt zum rechteckigen Innenhof, an dessen Rückwand sich die wertvolle offene Treppe aus dem 18. Jahrhundert erhebt. Sie hat drei Rundbögen pro Stockwerk (deren mittlerer jeweils breiter und gegenüber den äußeren abgesenkt ist) und führt zu den Privatwohnungen. Ein letztes, interessantes Element ist der Unterstand im Jugendstil am Fuße dieser Treppe.
Nach einer langen Vergangenheit als Adelspalast ist der Palazzo Mascambruno heute ein gut erhaltenes, bürgerliches Mietshaus.

## Bildergalerie

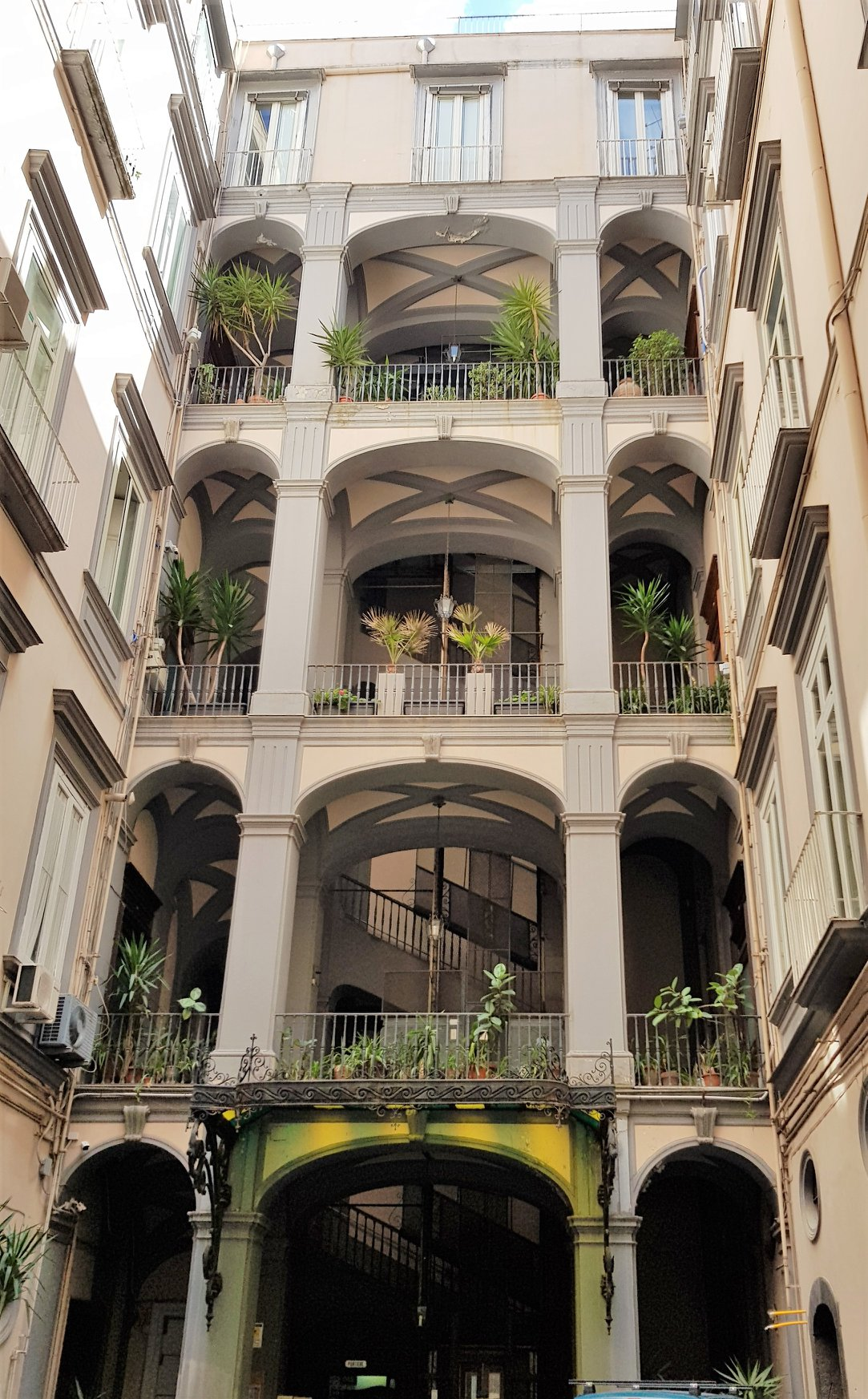
Offene Treppe an der Rückwand des Innenhofes
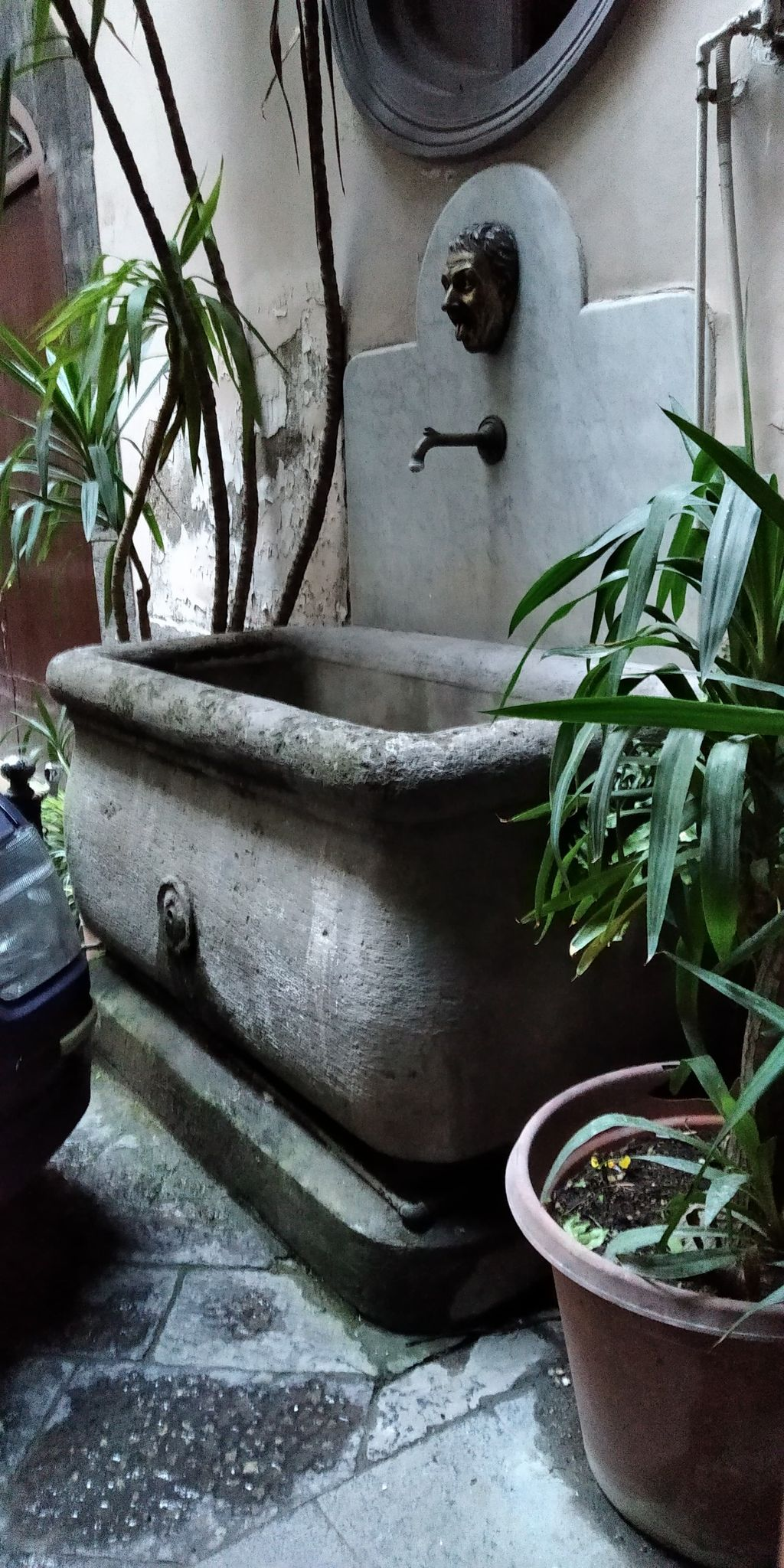
Brunnen aus Piperno im Innenhof